# Tanya Chan
Pour les articles homonymes, voir Chan.
Tanya Chan (en chinois : 陳淑莊), née le 14 septembre 1971 à Hong Kong, est une conseillère législative représentant l'île de Hong Kong. Elle est membre fondatrice du Parti civique.
Elle est accusée d'être une des organisatrices des manifestations de 2014 à Hong Kong « Occupy Central », et condamnée en justice par les autorités. Tanya Chan est parfois surnommée la « Zhou Xun du Parti civique ».

## Jeunesse et éducation
Tanya Chan a fait ses études au Sacred Heart Canossian College et a obtenu un baccalauréat en droit de l'université de Hong Kong, où elle a ensuite poursuivi des études en troisième cycle en droit.

## Carrière politique
Lors des élections de 2008 au Conseil législatif de Hong Kong (LegCo), Tanya Chan a été élue et est devenu membre du Conseil législatif de Hong Kong, pour y représenter l'île de Hong Kong, avec la chef du Parti civique Audrey Eu.
En janvier 2010, Tanya Chan et quatre autres conseillers législatifs du camp pro-démocratie, Albert Chan, Alan Leong, Leung Kwok-hung et Wong Yuk-man ont démissionné du LegCo, forçant une élection partielle, qu'ils traiteraient comme un « référendum de facto » pour faire pression sur le gouvernement chinois pour autoriser le suffrage universel à Hong Kong. Le 16 mai 2010, elle a été réélue aux fonctions de conseillère législative lors de l'élection partielle.
Jusqu'en 2011, elle était membre du Central and Western District Council.
Aux élections législatives de 2012, elle s'est présentée comme deuxième candidate sur la liste de Kenneth Chan sur l'île de Hong Kong, dans le but d'augmenter les voix et les sièges du Parti civique. Bien que Kenneth Chan ait été élue, elle a perdu sa réélection sous le système de représentation proportionnelle de liste de parti. Lors des élections législatives de 2016, elle a été réélue au Conseil législatif, succédant au siège de Kenneth Chan, conseillère sortante.

## Procès à West Kowloon Court
Le 9 avril 2019, au tribunal de West Kowloon, Tanya Chan et huit autres personnes ont été reconnues coupables de nuisance publique et d'incitation à propos de leur rôle dans les manifestations de 2014 à Hong Kong,.
Auparavant, Chan avait programmé un bilan de santé complet pour rassurer sa mère qu'elle était physiquement prête à endurer une peine de prison si cela devait arriver. Son examen physique a été effectué dans un hôpital privé le 4 avril. Tanya Chan a reçu les résultats de son bilan de santé le 11 avril, suivi d'une consultation à l' hôpital de Canossa le 17 avril. Les résultats du test ont révélé qu'il y avait quelque chose de flou avec son cerveau. Le 18 avril, le Dr Edmund Woo Kin-wai, un neurologue, a découvert que Tanya Chan avait un méningiome, un type de tumeur cérébrale plus grosse qu'une balle de ping-pong. La tumeur était considérée comme dangereuse car elle pressait le tronc cérébral, les nerfs et les vaisseaux sanguins de Chan.

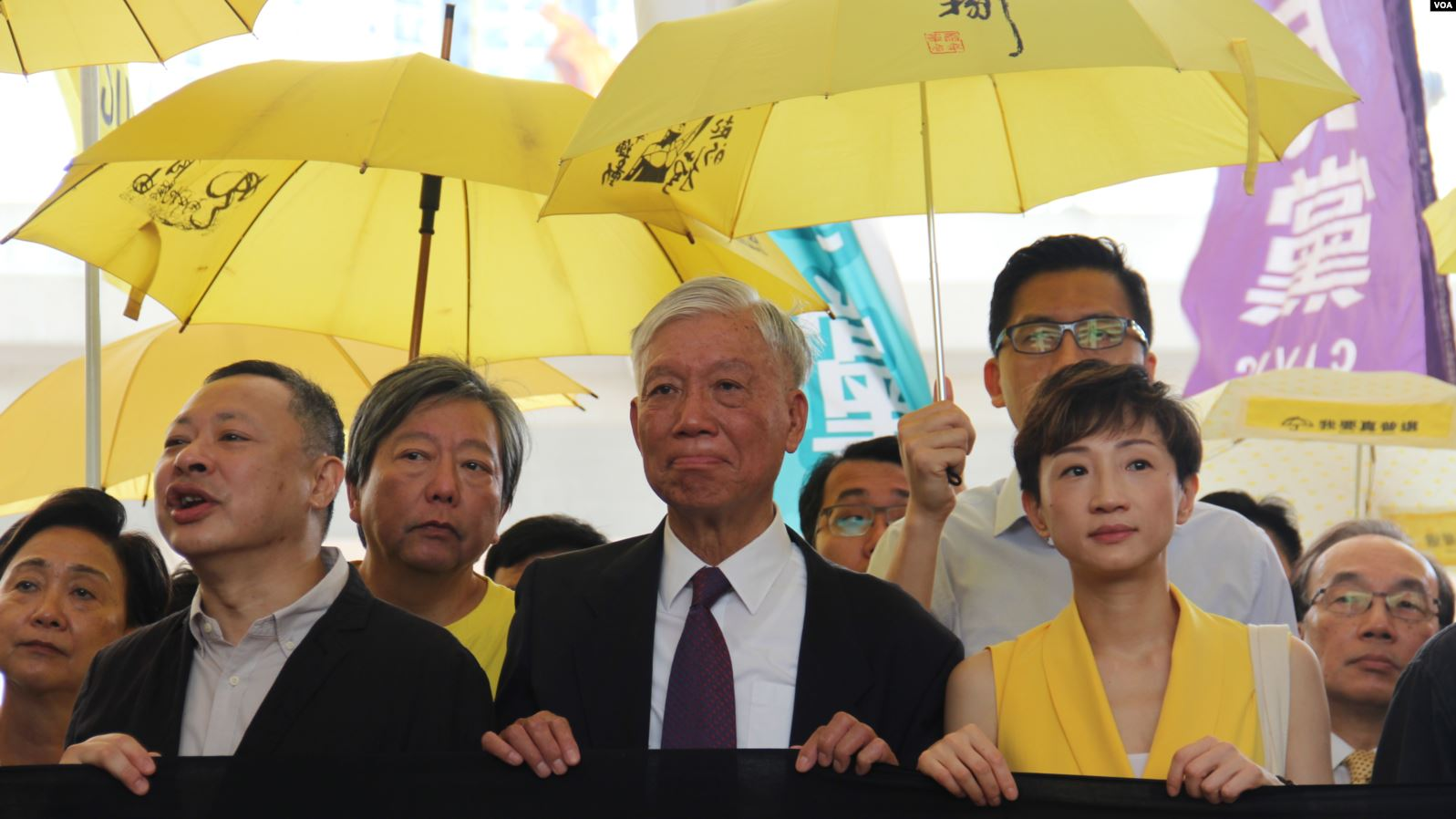
Benny Tai, Chu Yiu-ming, Tanya Chan (de gauche à droite) avec leurs partisans le 24 avril 2019 devant le tribunal.

Le 23 avril, les médecins ont déclaré que Tanya Chan avait besoin d'une opération chirurgicale à cerveau ouvert pour retirer la tumeur dès que possible, suivie de séances de radiothérapie. Selon les médecins, il n'était pas clair si la tumeur était causée par un cancer, et une chirurgie du cerveau ouvert serait nécessaire pour obtenir des informations médicales supplémentaires.
Le 24 avril, le procès du tribunal de West Kowloon a ajourné sa condamnation au 10 juin, car Tanya Chan devait subir son opération au cerveau dans les deux semaines. Les huit autres dirigeants d'Occupy Central ont été condamnés à des peines différentes, allant de 200 heures de travaux d'intérêt général à 16 mois de prison.
Le même jour, Tanya Chan a demandé au président du Conseil législatif Andrew Leung de quitter ses fonctions législatives pendant qu'elle cherchait un traitement supplémentaire. Avant de parler de sa maladie, elle a également demandé aux Hongkongais de continuer leur combat pour la démocratie et de croire en leur foi.
Le 10 juin 2019, Tanya Chan a été condamnée à une peine de huit mois de prison, différée pendant deux ans, après que le tribunal ait été informé qu'elle aurait besoin d'un traitement de radiothérapie et qu'elle subirait une double vision pendant six mois. Sa tumeur cérébrale s'est avérée bénigne, mais n'avait pas été complètement éliminée et avait besoin d'un traitement supplémentaire. Le tribunal a également été invité à examiner le bilan de ses activités de service public depuis 2006.